# 20/20 Evergreen
20/20 Evergreen – kompilacja zespołu Slums Attack, wydana 26 października 2013 przez Fonografikę z okazji 20-lecia istnienia zespołu. Album zawiera 38 utworów z lat 1996–2013. Na krążku znalazły się dwa premierowe utwory: „20/20” oraz „Evergreen”. Album zadebiutował na drugim miejscu listy OLiS. Uzyskał certyfikat złotej płyty.

## Lista utworów

### CD 1
| Nr | Tytuł                             | Wykonawcy                                | Producent         | Oryginalny album           |
| -- | --------------------------------- | ---------------------------------------- | ----------------- | -------------------------- |
| 1  | „20/20”                           | Peja                                     | DJ Decks          |                            |
| 2  | „The Bridge” (White House remix)  | Peja, Masta Ace                          | WhiteHouse        | CNO2                       |
| 3  | „Oddałbym”                        | Peja, O.S.T.R., Jeru the Damaja          | DJ Decks          | Reedukacja                 |
| 4  | „Kto ma renomę”                   | Peja                                     | DJ Decks          | Reedukacja                 |
| 5  | „Szacunek ludzi ulicy”            | Peja                                     | DJ Decks, Waco    | Szacunek ludzi ulicy       |
| 6  | „Duchowo mocny”                   | Peja                                     | DJ Decks, Magiera | Szacunek ludzi ulicy       |
| 7  | „Kurewskie życie”                 | Peja                                     | Tabb              | Najlepszą obroną jest atak |
| 8  | „Co cię boli?!” (oryginał)        | Peja                                     | Tabb              | Najlepszą obroną jest atak |
| 9  | „Brudne myśli”                    | Peja                                     | DJ Decks          | Najlepszą obroną jest atak |
| 10 | „Jest jedna rzecz”                | Peja                                     | Peja              | Na legalu?                 |
| 11 | „Kolejny stracony dzień”          | Peja                                     | DJ Decks          | Na legalu?                 |
| 12 | „I nie zmienia się nic...”        | Peja                                     | DJ Decks          | I nie zmienia się nic      |
| 13 | „Ja na zawsze w tym zostanę”      | Peja                                     | Peja & DJ Decks   | I nie zmienia się nic      |
| 14 | „Dlaczego?”                       | Peja                                     | Peja & DJ Decks   | Całkiem nowe oblicze       |
| 15 | „Tak ma być (Lutawhuiklik)”       | Peja, Madman, Mientha, Senne Oko, Lamzaz | Peja              | Całkiem nowe oblicze       |
| 16 | „Trudny dzieciak”                 | Peja                                     | Peja              | Zwykła codzienność         |
| 17 | „Raz się jest na dnie... (Pener)” | Peja                                     | Peja              | Zwykła codzienność         |
| 18 | „997” (short version)             | Peja                                     | Peja, Iceman      | Slums Attack               |
| 19 | „Przemoc”                         | Peja                                     | Peja, Iceman      | Slums Attack               |

### CD 2
| Nr | Tytuł                        | Wykonawcy                    | Producent       | Oryginalny album           |
| -- | ---------------------------- | ---------------------------- | --------------- | -------------------------- |
| 1  | „Evergreen”                  | Peja                         | DJ Decks        |                            |
| 2  | „Colabo” (White House remix) | Peja, Onyx, Tewu             | WhiteHouse      | CNO2                       |
| 3  | „Ideologia bloków”           | Peja, Pezet                  | Peja            | CNO2                       |
| 4  | „Rehab”                      | Peja, Kali                   | DJ Decks        | Reedukacja                 |
| 5  | „HSMTO”                      | Peja                         | DJ Decks        | Reedukacja                 |
| 6  | „Piętnastak”                 | Peja                         | DJ Decks, Doniu | Reedukacja                 |
| 7  | „SLU 3 litery”               | Peja                         | DJ Decks, Waco  | Szacunek ludzi ulicy       |
| 8  | „Panie”                      | Peja                         | DJ Decks        | Szacunek ludzi ulicy       |
| 9  | „Reprezentuję biedę”         | Peja                         | DJ Decks        | Najlepszą obroną jest atak |
| 10 | „PRL (Peja, rap ludzie)”     | Peja                         | DJ Decks        | Najlepszą obroną jest atak |
| 11 | „Mój rap moja rzeczywistość” | Peja                         | Peja            | Na legalu?                 |
| 12 | „Głucha noc”                 | Peja, Medi Top Glon, Mientha | Peja            | Na legalu?                 |
| 13 | „Wspólne zadanie”            | Peja, Wiśniowy               | Peja            | I nie zmienia się nic      |
| 14 | „Dotknij gdzie chcesz”       | Peja, Lamzaz                 | Peja            | I nie zmienia się nic      |
| 15 | „Postawy” (Wersja ulepszona) | Peja                         | Peja            | Otrzuty (Remixy) ’99       |
| 16 | „Żyję tym co mam”            | Peja                         | Peja            | Całkiem nowe oblicze       |
| 17 | „Czas przemija”              | Peja                         | Peja, Iceman    | Zwykła codzienność         |
| 18 | „Bronx”                      | Peja, Iceman                 | Peja, Iceman    | Slums Attack               |
| 19 | „Śmierć”                     | Peja, Iceman                 | Peja, Iceman    | Slums Attack               |